# Emoia concolor
Espèce
Synonymes
- Gongylus concolor Duméril, 1851
- Euprepes resplendens Peters, 1877

Statut de conservation UICN

 NT  : Quasi menacé
Emoia concolor est une espèce de sauriens de la famille des Scincidae.

## Répartition
Cette espèce est endémique de l'archipel Rotuma aux Fidji.

## Publication originale
- Duméril & Duméril, 1851 : Catalogue méthodique de la collection des reptiles du Muséum d'Histoire Naturelle de Paris. Gide et Baudry/Roret, Paris, p. 1-224 (texte intégral).